# Chris Abani
Christopher Abani, dit Chris Abani, né le 27 décembre 1966 à Afikpo (Nigéria), est un écrivain américano-nigérian.

## Biographie
Né d'un père igbo et d'une mère d'origine britannique, il publie en 1985 Masters of the Board, son premier roman. L'intrigue s'inspire d'un coup d'État survenu au Nigéria peu auparavant ; soupçonné lui-même de tentative de coup d'État, il est alors emprisonné pendant six mois. Après la parution de son deuxième roman, Sirocco (1987), il est emprisonné de nouveau, pendant un an. Il rédige des pièces de théâtre contestataires qui sont jouées dans la rue. Il est emprisonné une troisième fois et encourt la peine de mort ; en 1991, certains de ses proches le font sortir de prison en soudoyant des membres de l'administration. 
Chris Abani quitte le Nigeria pour le Royaume-Uni après sa libération. Il étudie au Birkbeck College (université de Londres) où il obtient un master. En 1999, il s'installe aux États-Unis, où il vit aujourd'hui. Il obtient un doctorat en création littéraire de l'université du Sud de la Californie.

## Prix
Il a obtenu plusieurs prix littéraires, dont le prix du Prince Claus (2001), le Lannan Literary Fellowship (2003), le PEN Award de la Fondation Hemingway (2005), le prix Hurston-Wright (2005 et 2015) et le prix Edgar-Allan-Poe du meilleur livre de poche original (2015). 

## Œuvres
Romans
- The Secret History Of Las Vegas (Penguin, 2014)
- The Virgin of Flames (Penguin, 2007)
- GraceLand (FSG, 2004/Picador 2005)
- Masters of the Board (Delta, 1985)

Récits courts (novellas)
- Becoming Abigail (Akashic Books, 2006)
- Song For Night (Akashic Books, 2007)

Poésie
- Sanctificum (Copper Canyon Press, 2010)
- Hands Washing Water (Copper Canyon Press, 2006)
- Dog Woman (Red Hen Press, 2004)
- Daphne's Lot (Red Hen Press, 2003)
- Kalakuta Republic (Saqi, 2001)